# Rafael Santos Díaz
Rafael Santos Díaz Acosta (Valledupar, 24 de octubre de 1979), conocido como Rafael Santos, es un cantante, actor y compositor colombiano de vallenato e hijo de Diomedes Díaz, «El Cacique de La Junta». Rafael Santos ha actuado en La selección y Rafael Orozco, el ídolo. Su hermano fue el también cantante Martín Elías.

## Familia
Rafael Santos nació en el matrimonio del cantautor Diomedes Díaz Maestre con Patricia Isabel Acosta Solano, de cuya unión también nacieron Diomedes de Jesús, Luis Ángel y Martín Elías Díaz Acosta. Diomedes fue mujeriego y tuvo varios hijos extramatrimoniales, por lo que Rafael Santos tiene al menos 24 medio hermanos. Entre sus medio hermanos figuran; Rosa Elvira Díaz Mejía, Marena Rocío Díaz Sarmiento, Kelly Elvira Díaz Franco, Elder Dayán Díaz Rodríguez, Rafael de Jesús Díaz Guerra, Diomedes Dionisio Díaz Aroca, Miguel Ángel Díaz Rincón, Rafael María y José Miguel Díaz Ramírez, Mayra Alejandra Díaz Niño, Betsy Liliana, Luis Mariano y Moisés Díaz González, Fredy José "El cadete", Carmen Consuelo y Katiuska Díaz Martínez.
Es nieto de Rafael María Díaz y Elvira Maestre Hinojosa,
Rafael Santos contrajo matrimonio con Margarita Gallego, de cuya unión tienen un hijo, Rafael Santos "Santico" Díaz Gallego.
Su padrino de bautizo fue uno de los grandes amigos de Diomedes, Julio Garzón, de donde proviene de la gran guajira

## Trayectoria
Rafael Santos creció en medio denatos, y desde pequeño fue inspiración de su padre para algunas composiciones, tales como los temas Mi muchacho y Mi primera cana.

### Muerte de Doris Adriana Niño
Cuando tenía 17 años de edad, Rafael Santos estuvo presente en el apartamento donde estuvo Doris Adriana Niño antes de aparecer muerta a las afueras de Bogotá entre el 14 y 15 de mayo de 1997. Su padre Diomedes Díaz fue culpado del asesinato de su amiga Doris, tras una fiesta en el apartamento donde hubo consumo de alcohol y cocaína. Sobre la muerte de Doris Adriana, Rafael Santos dijo que "tampoco era una santa, así de sencillo", excusando el homicidio.
Según la periodista huilense Sandra Grijalba, quien halló el vínculo de un cadáver encontrado sin identificar y la desaparición de Doris Adriana, aseguró que al tratar de indagar a Diomedes, "en una de las llamadas dialogué incluso con Rafael Santos, quien me informó que su papá se encontraba durmiendo luego de una parranda, pero que no sabían nada sobre la mujer".

### Álvaro López
Su carrera musical la comenzó a los 18 años de edad junto al experimentado acordeonero Alvarito López, quien venía de ser compañero musical de Jorge Oñate. En 1998 Rafael Santos y Alvarito grabaron el álbum Para la historia. Grabarían dos producciones musicales más; Llegar a tu corazón en 1999 y Con mucho amor en 2000.

### Iván Zuleta
En 2003 se unió al acordeonero Iván Zuleta y grabaron el álbum Lo mejor de mis años. Al año siguiente, grabaron la producción musical titulada Te regalo todo.

### Gabriel "El Chiche" Maestre
El álbum Un viva a la vida fue grabado por Rafael Santos junto a Gabriel "El Chiche" Maestre.

### Actor
Entre 2012 y 2013 grabó la telenovela Rafael Orozco, el ídolo, interpretando el papel de "Dionisio Maestre", personaje basado en su padre Diomedes Díaz. Al final la telenovela de Rafael Orozco, empezó a grabar la serie La selección, basada en la Selección de fútbol de Colombia de la década de 1990, y en la que interpretó el papel de "Iván René Valenciano y en 2021 participó en la miniserie de Caracol Televisión, El hijo del cacique, basada en la vida de su hermano Martín Elías, donde se interpretó a sí mismo.

### Mánager de la agrupación Diomedes Díaz
Tras la muerte de su padre Diomedes en 2013, Rafael Santos asumió la gerencia de la agrupación musical de vallenato dejada por su padre. También inició medidas legales para proteger la herencia de su padre y determinar los hijos que serían herederos.

## Discografía
Discografía de Rafael Santos:
- 1998: Para la historia
- 1999: Llegar a tu corazón
- 2000: Con mucho amor
- 2002: Lo mejor de mis años
- 2004: Te regalo todo
- 2006: Un viva a la vida
- 2010: El legado
- 2012: De Home Run
- 2015: Entre Díaz y canciones.[12]
- 2017: Vuelve Rafael Santos

## Televisión
| Año  | Título                  | Personaje            | Nota |
| ---- | ----------------------- | -------------------- | ---- |
| 2012 | Rafael Orozco, el ídolo | Dionisio Maestre     |      |
| 2013 | La selección            | Ivan Rene Valenciano |      |
| 2017 | Tarde lo conocí         | El Cacique           |      |
| 2019 | El hijo del Cacique     | Él mismo             |      |

## Teatro
| Año  | Título                        | Personaje | Nota        |
| ---- | ----------------------------- | --------- | ----------- |
| 1986 | Andrés Escobar: el gol de oro |           | Filmografía |